# Katedra w Lubece
Katedra w Lubece – kościół katedralny wybudowany na przełomie XII/XIII w. – pierwsza tak wielka świątynia z cegły wzniesiona na wybrzeżu Morza Bałtyckiego. Uległa znacznemu zniszczeniu w czasie bombardowań brytyjskich w 1942. Jej odbudowa trwała do 1982. Katedra jest jednym z najznamienitszych zabytków lubeckiego hanzeatyckiego Starego Miasta, które w 1987 r. zostało wpisane na listę dziedzictwa kulturowego UNESCO.

## Historia
W 1160 biskup Gerold przeniósł siedzibę biskupstwa z Oldenburg in Holstein do Lubeki, założonej rok wcześniej przez księcia saskiego Henryka Lwa. Henryk podarował biskupowi tereny na południu miasta doskonale nadające się pod budowę katedry oraz domów dla kanoników. Najpierw powstał kościół drewniany, poświęcony w 1163. W 1173 położono kamień węgielny pod budowę kamiennej katedry. Jednak z braku wystarczającej ilości kamienia w okolicy, podjęto decyzję o użyciu cegły. Kościół postawiono na planie krzyża w formie romańskiej bazyliki. W 1247 katedra została poświęcona, a jej patronami zostali Jan Chrzciciel oraz św. Mikołaj.
Wkrótce potem do katedry dobudowano gotycką kruchtę (niem. Paradies). W latach 1266–1335 miała miejsce przebudowa a zarazem dalsza rozbudowa kościoła w stylu gotyckim. Podniesiono nawy boczne o ok. 20 metrów tak by były na jednej wysokości z nawą główną. W połowie XIV w. biskup Henryk II Bochholt (1317–1341) sfinansował wzniesienie gotyckiego prezbiterium we wschodniej części kościoła, zapewniając sobie tym samym uprzywilejowane miejsce pochówku. W wyniku tej rozbudowy katedry podwoiła swoją długość. 
Aż do reformacji katedra podlegała biskupowi, w latach późniejszych do 1803 była własnością miasta oraz kapituły katedralnej. Po rozwiązaniu kapituły przeszła na własność miasta.
W noc poprzedzającą niedzielę palmową z 28 na 29 marca 1942 siły brytyjskie przeprowadziły atak powietrzny na lubeckie Stare Miasto. Jedna piąta centrum miasta została zniszczona, m.in. katedra. Bomby trafiły w prezbiterium, ogień strawił dach oraz organy Arpa Schnitgera, znaczna część budowli się zawaliła. Udało się jednak uratować część wystroju wnętrza katedry z krucyfiksem Bernta Notkego oraz bezcennym ołtarzem Hansa Memlinga (1491). Odbudowa katedry trwała aż do 1982. Budowa nowych organów zaplanowana jest na 2008.
Katedra jest dzisiaj jednym z trzech kościołów biskupich Północnołabskiego Kościoła Ewangelickiego (niem. Nordelbische Kirche). Biskupem od 2001 jest Bärbel Wartenberg-Potter. Dzięki wieloletniemu kantorowi i organiście Uwe Röhlemu (1925–2005) katedra gości co roku Muzyczny Festiwal Schlezwiku-Holsztynu.

## Wymiary katedry[1]
- Wysokość wież: 115m
- Długość budowli: 132m
- Wysokość nawy głównej: 20,5m
- Maksymalna szerokość: 53m

## Wyposażenie

### Krzyż triumfalny
W nawie głównej katedry znajduje się imponujących rozmiarów (17 metrów wysokości) krzyż triumfalny (łac. crux triumphalis), wykonany przez słynnego artystę lubeckiego Bernta Notkego. Krucyfiks został ufundowany przez biskupa Lubeki Alberta II Krummendiek w 1477.

### Lektorium z zegarem
Zewnętrzne dekoracje lektorium są również dziełem Bernta Notkego. zegar w południowej części lektorium pochodzi z 1628.

### Ołtarze
Słynny ołtarz Hansa Memlinga Tryptyk Męki Pańskiej z kaplicy Greverade w północnej części nawy bocznej trafił po wojnie do zbiorów sztuki średniowiecznej Muzeum Historii Sztuki i Kultury mieszczącego się w klasztorze św. Anny. Obecnie w katedrze można podziwiać wiele innych ołtarzy szafowych z okresu średniowiecza, ufundowanych przez cechy rzemieślnicze i gildie kupieckie, na przykład ołtarz młynarzy (niem. Mühlerknechte) z 1460.

### Kaplice
W południowej części nawy bocznej znajduje się sarkofag dłuta flamandzkiego rzeźbiarza Thomasa Quelinusa, w którym spoczywają szczątki duńskiego kanclerza von Lente. 
Drugi nagrobek autorstwa Quelinusa dla księcia biskupa Augusta Friedricha obejrzeć można w pochodzącej z 1445 Marintidenkapelle na wschodnim krańcu prezbiterium.

## Legenda
Wedle legendy w VIII w. Karol Wielki przebywał w Saksonii na polowaniu, w czasie którego tropił bardzo okazałego jelenia. Po długim pościgu udało mu się w końcu dogonić zwierzę. Nie był jednak w stanie ani go zabić ani pojmać. Puścił jelenia wolno, założywszy mu przedtem na porożu złoty łańcuch. Czterysta lat później, kiedy Połabianie i Saksończycy przyjęli chrześcijaństwo, na polowanie udał się Henryk Lew, założyciel Lubeki. Henryk oddalił się od swoich ludzi, aby w spokoju przemyśleć projekt budowy katedry w Lubece. Książę chciał ufundować kościół, ale brakowało mu pieniędzy. Kiedy właśnie zastanawiał się w jaki sposób znaleźć fundusze na budowę, drogę zaszedł mu wielki jeleń, w którego porożu lśnił diamentowy krzyż. Henryk zobaczył w tym znak boży. Zabił zwierzę a następnie zdjął krzyż z jego rogów. Zaraz potem jeleń podniósł się i oddalił w głąb lasu. Henryk mając już wystarczająco środków, położył kamień węgielny pod budowę świątyni. Wedle legendy kamień węgielny spoczywa na świętym źródle pogan, które do dziś próbuje uwolnić się od ciężaru katedry. Z tego powodu wieże katedry są krzywe.
Wyrazem pamięci o fundatorze lubeckiej katedry jest stojąca na katedralnym placu wierna kopia Lwa Brunszwickiego wykonana z brązu w 1975.

## Galeria

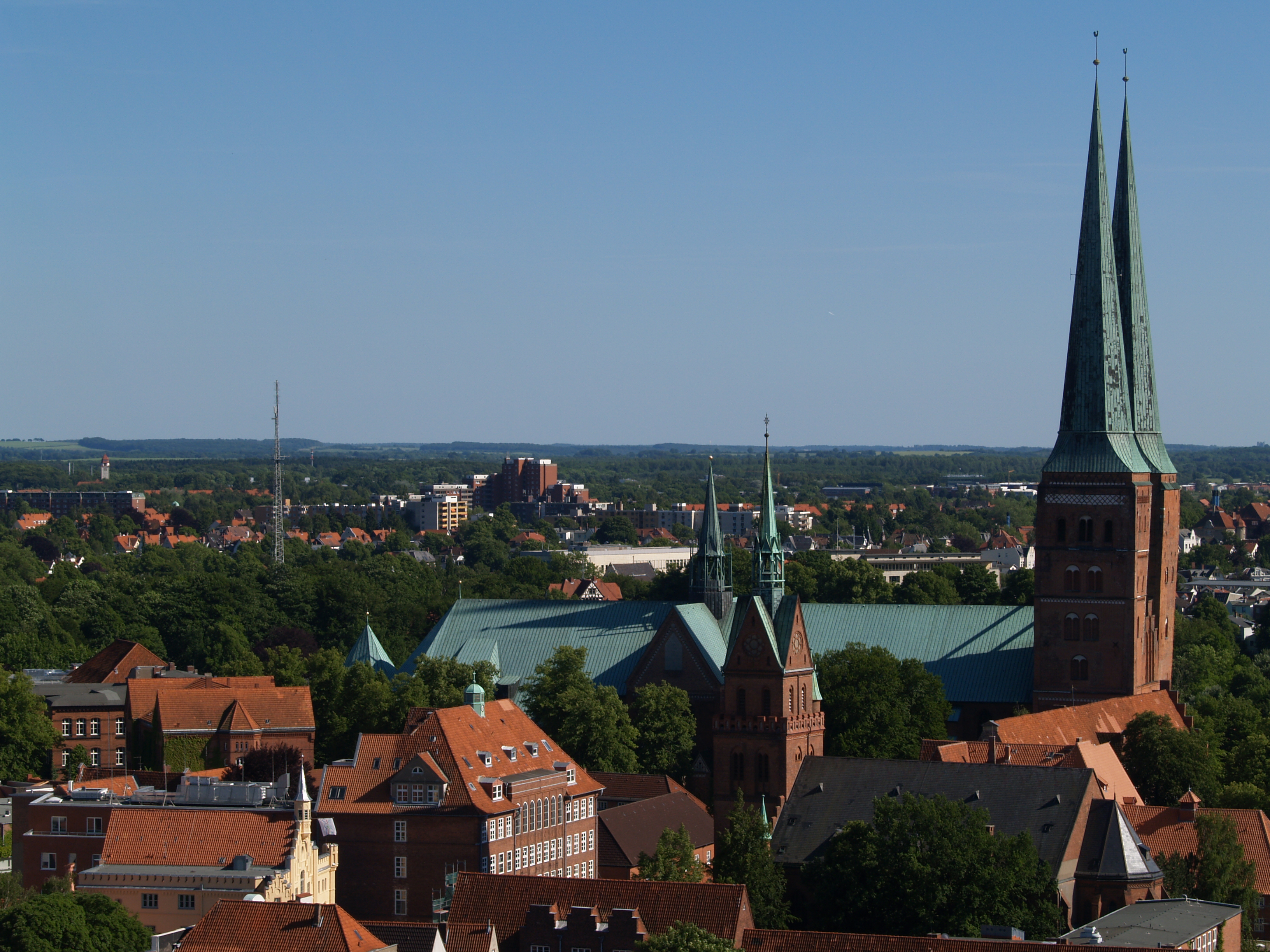
Katedra w Lubece, widok od strony południowej
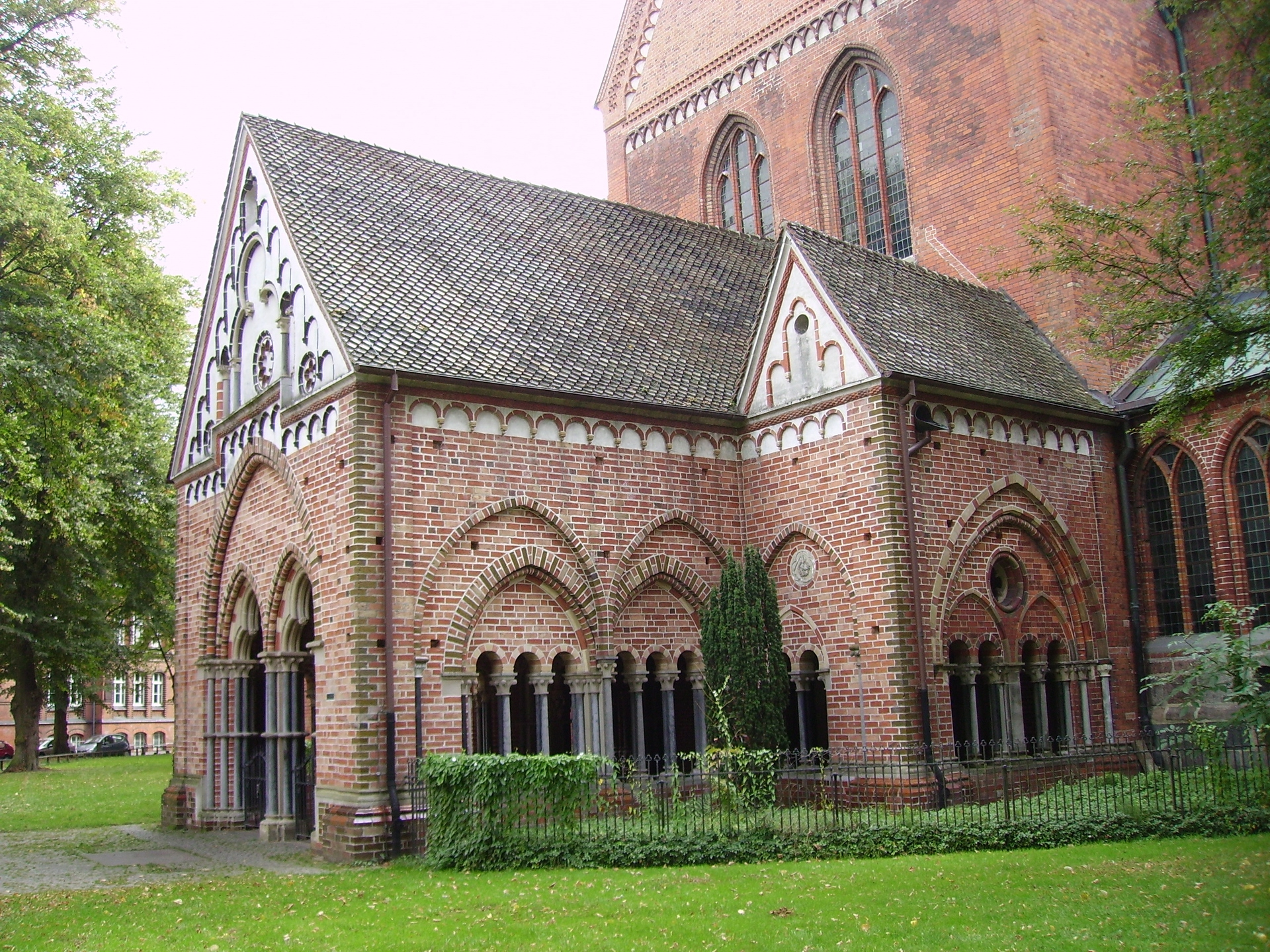
Tzw. Przedsionek Rajski
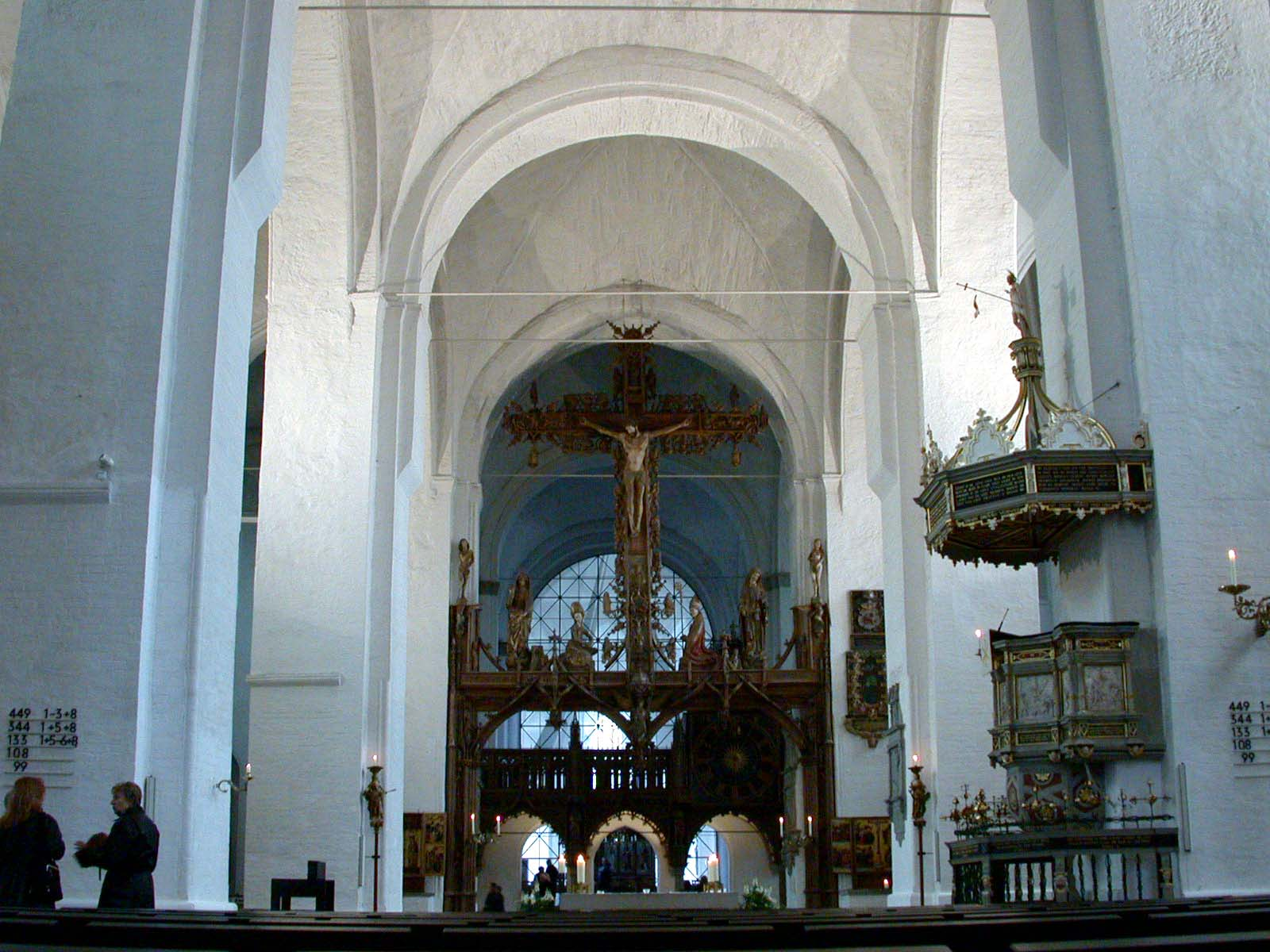
Wnętrze katedry
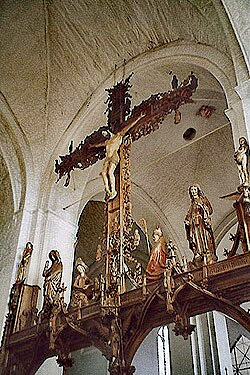
Krzyż triumfalny, Bernt Notke
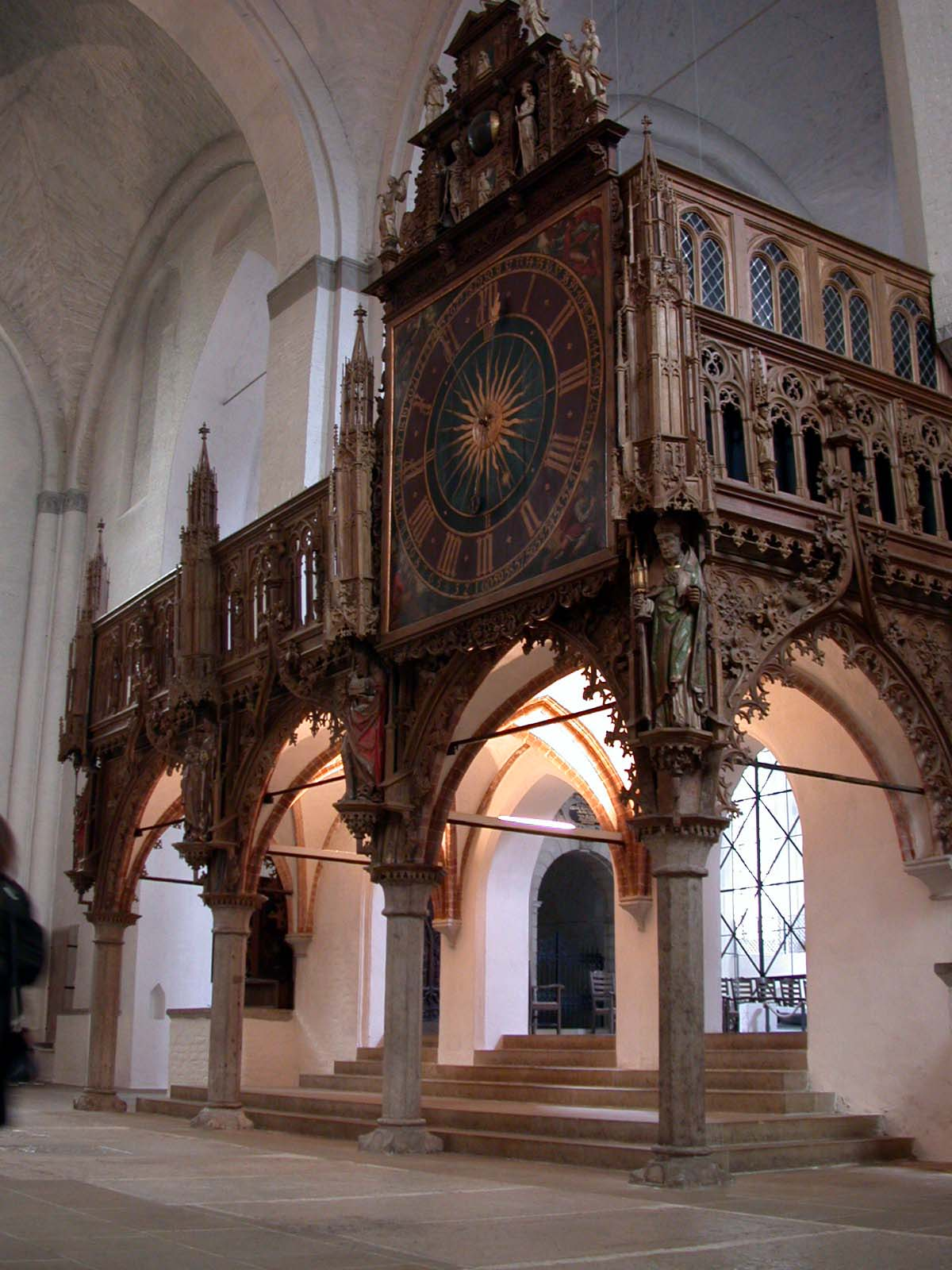
Wnętrze katedry
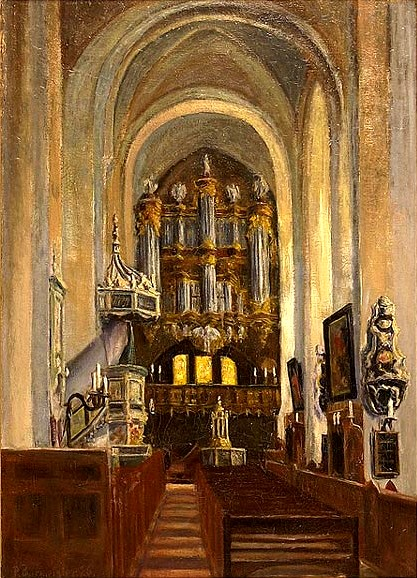
Wewnątrz przed 1942